# ديني غريني
ديني غريني (بالإنجليزية: Frederick "Dennis" Greene)‏ هو مغني أمريكي، ولد في 11 يناير 1949 في نيويورك في الولايات المتحدة، وتوفي في 5 سبتمبر 2015.

## وصلات خارجية
- ديني غريني على موقع IMDb (الإنجليزية)
- ديني غريني على موقع ميوزك برينز (الإنجليزية)
- ديني غريني على موقع ميوزك برينز (الإنجليزية)